# Канти Фесінгер
Канти Фесінгер, або Кантій Фесінгер (пол. Jan Kanty Fesinger; пом. після 1777) — архітектор середини, другої половини XVIII ст. німецького походження. Представник родини Фесінгерів, які працювали у Львові.
1759 року як «artis peritus» згаданий серед запрошених єпископом Левом Шептицьким після смерті Бернарда Меретина архітекторів, які мали продовжити роботи зі спорудження і внутрішнього оздоблення Собору святого Юра у Львові.
На думку Тадеуша Маньковського, за його проектом було виготовлено великі вівтарі собору, також Успенської церкви міста. Зазвичай розробляв проекти декорування будівель архітекторів Меретина, Мартина Урбаніка, Полейовського. Також був автором проектів:
- Митрополичі палати Собору святого Юра
- інтер'єр Латинської катедри, які не всі були затверджені Вацлавом Геронімом Сєраковським (зокрема, головний вівтар).